# Anna Komornicka

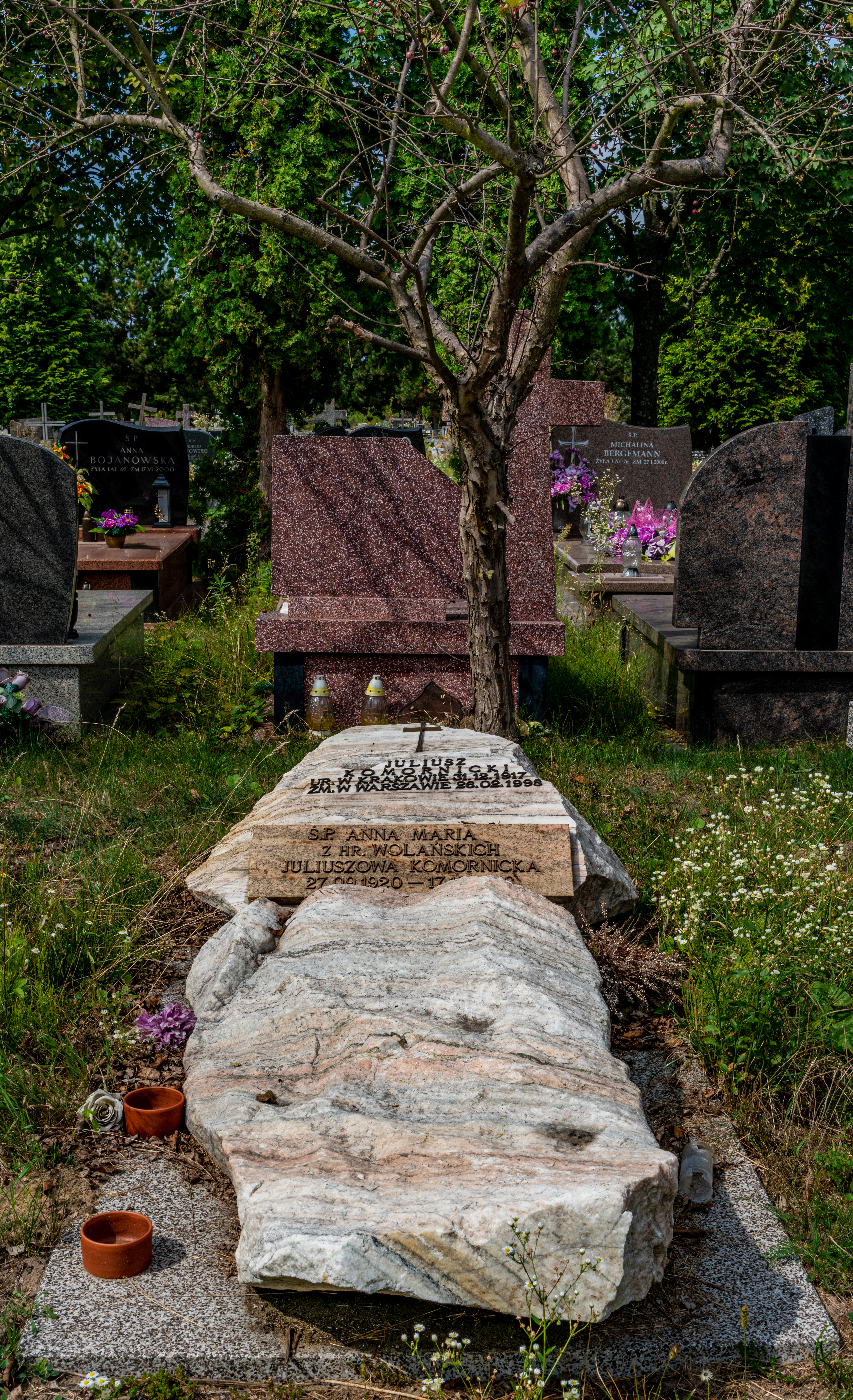
Grób Anny Komornickiej na cmentarzu Komunalnym Północnym w Warszawie

Anna Maria Komornicka z d. Wolańska (ur. 27 września 1920 we Lwowie, zm. 17 grudnia 2018 w Warszawie) – polska filolog klasyczna i nauczycielka akademicka, badaczka zagadnień takich jak teoria literatury, hellenistyka, język grecki klasyczny, łacina, komedia starogrecka oraz mitologia grecka.

## Życiorys
Po ukończeniu liceum sióstr Niepokalanek w Jazłowcu rozpoczęła w roku akademickim 1938/39 studia z zakresu prawa na Uniwersytecie Jagiellońskim w Krakowie. Wybuch wojny zastał ją w rodzinnym domu w Grzymałowie, gdzie znajdował się majątek jej rodziców Julii z Pinińskich i Władysława Wolańskich. Podczas kampanii wrześniowej 1939 przebywała w domu rodzinnym, skąd wyrzucona po wkroczeniu Armii Czerwonej i aresztowaniu ojca zamieszkała na krótko u krewnych we Lwowie, gdzie pracowała jako wolontariuszka-pielęgniarka. Po przedostaniu się przez granicę sowiecką powróciła do Krakowa, gdzie wyszła w czerwcu 1940 roku za mąż za prawnika i ekonomistę Juliusza Komornickiego h. Nałęcz. Wojnę spędziła w Krakowie, a w 1946 roku wraz z mężem i trojgiem dzieci przeniosła się do Zabrza. W październiku tegoż roku Anna Komornicka podjęła studia filologii klasycznej na Wydziale Humanistycznym Uniwersytetu Jagiellońskiego. Studia ukończyła w 1951 roku jako magister nauk humanistycznych na podstawie pracy magisterskiej Quibus de fontibus homines apud Aristophanem comicum vitam cultumque sibi parent, napisanej pod kierunkiem prof. Tadeusza Sinki. W latach od 1953 do 1960 współpracowała z Zakładem Archeologii Antycznej Instytutu Historii Kultury Materialnej Polskiej Akademii Nauk (IHKM PAN), którego kierownikiem był prof. Kazimierz Majewski.
Po przeprowadzce z Zabrza do Warszawy w 1954 roku podjęła przygotowania do rozprawy doktorskiej. Po przedstawieniu pracy doktorskiej Metafora, personifikacja i porównanie w twórczości Arystofanesa, przygotowanej na Uniwersytecie Warszawskim pod kierunkiem prof. Kazimierza Kumanieckiego, uzyskała w kwietniu 1963 roku dyplom doktora nauk humanistycznych. W latach od 1963 do 1969 oprócz współpracy z Zakładem Archeologii Śródziemnomorskiej PAN w Warszawie prowadziła wykłady z literatury greckiej dla studentów czwartego i piątego roku filologii klasycznej w Katolickim Uniwersytecie Lubelskim (KUL), rozpoczynając samodzielną pracę naukowo-dydaktyczną.
W latach 1969 podjęła pracę jako starszy wykładowca w Katedrze Filologii Klasycznej Uniwersytetu Łódzkiego. W 1977 roku Rada Wydziału Filologicznego Uniwersytetu Łódzkiego nadała Annie Komornickiej na podstawie rozprawy habilitacyjnej Studia nad Pindarem i archaiczną liryką grecką w kręgu pojęć prawdy i fałszu stopień naukowy doktora habilitowanego. Docentem Uniwersytetu Łódzkiego została w 1978 roku. W 1987 roku Anna Komornicka otrzymała w Belwederze nominację profesorską. Po przejściu na emeryturę w 1992 roku prowadziła nadal do 1993 seminarium greckie ze studentami czwartego i piątego roku filologii klasycznej oraz wykłady z literatury starożytnej dla studentów pierwszego roku filologii polskiej.
Anna Komornicka miała w swoim dorobku ponad 170 publikacji: naukowych, popularnonaukowych, przekładów oraz tekstów literackich. Opublikowała 16 książek, w tym cztery książki dla dzieci na temat mitologii starożytnej. W swoim dorobku miała ponad 25 słuchowisk radiowych z dziedziny mitów, literatury i wychowania. Prowadziła jako autorka i prowadząca Rozmyślania o antyku w Polskim Radiu.
Przez wiele lat należała do Polskiego Towarzystwa Filologicznego, Polsko-Szwajcarskiego Towarzystwa Naukowego oraz Łódzkiego Towarzystwa Naukowego. Była również wiceprezesem, a później członkiem honorowym Komitetu Nauk o Kulturze Antycznej PAN.
Anna Komornicka zmarła w wieku 98 lat w Warszawie. Uroczystości pogrzebowe odbyły się 27 grudnia 2018 na cmentarzu Północnym w Warszawie.
Była matką Krzysztofa Komornickiego.

## Publikacje
- Komedia Arystofanesa jako źródło wiadomości o kulturze materialnej Grecji V i IV w. p.n.e. Wartość i wiarygodność przekazu źródłowego komedii. Instytut Historii Kultury Materialnej PAN, Warszawa 1958.
- Stłuczona czara. Państwowe Zakłady Wydawnictw Szkolnych, 1972.
- Zbiory muzealne i Instytut Fundacji Abegg w Riggisberg. [w:] Biuletyn Historii Sztuki, Tom 35, Numer 3/4 (1973), s. 334–339.
- Studia nad Pindarem i archaiczną liryką grecką w kręgu pojęć prawdy i fałszu. Uniwersytet Łódzki, 1979.
- Simonides z Keos, poeta i mędrzec. Zakład Narodowy im. Ossolińskich, 1986.
- Historie nie z tej ziemi. Wydawnictwa Radia i Telewizji, 1987.
- Poezja starożytnej Grecji. Wybrane gatunki literackie. Wydawnictwo Uniwersytetu Łódzkiego, 1987.
- Nić Ariadny, czyli po nitce do kłębka. Wydawnictwa Radia i Telewizji, 1989.
- Słownik zwrotów i aluzji biblijnych. Archidiecezjalne Wydawnictwo Łódzkie, 1994.
- Zagadki z Biblii, tradycji i kultury chrześcijańskiej, T. 1-2. Michalineum, Marki 2001, ISBN 83-70192556.

### Tłumaczenia
- z Krzysztofem Komornickim: John Arthur Thompson: Biblia i archeologia. Instytut Wydawniczy „Pax”, Warszawa 1965

## Nagrody i odznaczenia
- 1981: Nagroda III Stopnia Rektora Uniwersytetu Łódzkiego za osiągnięcia w badaniach naukowych
- 1984: Nagroda II Stopnia Rektora Uniwersytetu Łódzkiego za osiągnięcia dydaktyczne, wychowawcze i organizacyjne
- 1989: Krzyż Kawalerski Orderu Odrodzenia Polski
- Członek honorowy Komitetu Nauk o Kulturze Antycznej PAN